# 安乐宙斗
安乐宙斗（日语：／ Anraku Sorato，2006年11月14日—），千叶县出身，日本男子攀岩运动员，2023年世界攀岩锦标赛男子难度赛银牌得主、2022年亚洲运动会男子全能赛金牌得主，2024巴黎奧運全能賽銀牌得主。